# Omelian Popowicz
Omelian Popowicz, uneori Omelian Popovici, (în germană Omelian Popowicz, în ucraineană Омелян Попович, transliterat: Omelean Popovîci; n. 18 august 1856, Vatra Dornei, Bucovina – d. 9 iulie 1930, Zaleszczyki, Polonia) a fost un pedagog, jurnalist și activist politic rutean din Bucovina, reprezentant al rutenilor bucovineni în Dieta Bucovinei (1911-1918). El a fost președinte al administrației ucrainene instituite unilateral în Bucovina în noiembrie 1918.

## Biografie
Omelian Popowicz s-a născut în localitatea Vatra Dornei din districtul Câmpulung, în familia unui preot. În 1886 a absolvit Școala Normală din Cernăuți. În memoriile sale a descris această școală ca "fabrica de românizare", notând că profesorii români erau aroganți cu elevii ucraineni. El a început să scrie poezii pe teme patriotice și articole pedagogice încă din școală și a participat activ la viața publică din regiune.
La sfârșitul secolului al XIX-lea și începutul secolului al XX-lea, a îndeplinit funcții de conducere în învățământul din Bucovina: inspector școlar districtual pentru Siret (1892-1894) și Cozmeni (1894-1895), apoi referent al Comitetului Școlar Regional din Bucovina (1895-1906). În această calitate, el a facilitat deschiderea de școli populare în fiecare sat ucrainean, preocupându-se de publicarea de manuale pentru toate obiectele de studiu.
Omelian Popowicz a fost una dintre figurile importante ale vieții național-culturale ucrainene din Bucovina. Pentru o lungă perioadă de timp a condus cea mai mare societate social-culturală din Bucovina „Руська бесіда”, implicată activ în organizarea școlilor naționale ucrainene din Bucovina, a condus Societatea Pedagogică Ucraineană din Cernăuți (1891-1914) și Inspectoratul regional al școlilor populare ucrainene (1906-1912).
Între anii 1885-1892 a fost coeditor al ziarului Буковина („Bucovina”), editor de publicații din Biblioteca pentru tineri, țărani și orășeni și al calendarelor „Руська бесіда”.
A fost autor al mai multor manuale, printre care Gramatica pentru școlile populare, Gramatică, Ruthenisches Sprachbuch für Mitteschulen, cărți pentru copii, volumul de poezii Bucovina, traduceri, Dicționarul rus-german etc. Lucrarea memorialistică Renașterea Bucovinei a fost publicată postum în 1933.

## Activitatea politică

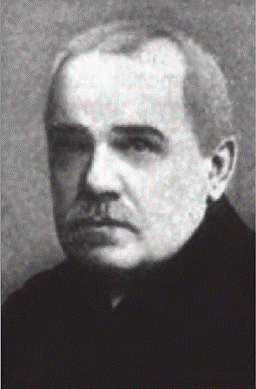
Omelian Popowicz

În 1903 el a fost fondatorul primei Seci ucrainene din Bucovina. Între anii 1911-1918, a fost deputat în Dieta Bucovinei.
La Viena a publicat ziar Буковина („Bukovina”) și calendarul Руської Бесіди („Ruskoi Besidî”). În primăvara anului 1915 revine ca profesor în Bucovina, lucrând în departamentul provincial din Vatra Dornei. În 1916 se mută la Cluj, apoi la Praga, unde a predat cursuri de limba germană și ucraineană.
La 19 octombrie 1918, la Liov (Galiția), s-a proclamat Republica Populară a Ucrainei Occidentale. Noul stat includea și partea de nord a Bucovinei, cu orașele Cernăuți, Storojineț și Siret. El a condus delegația Bucovinei la Rada Națională Ucraineană a Republicii Populare a Ucrainei Occidentale. Pe parcursul existenței Republicii Populare a Ucrainei Occidentale a fost comisar național ucrainean în Bucovina.
La 6 noiembrie 1918, s-a semnat un acord între comisarul național ucrainean Omelian Popowicz și auto-proclamatul comisar național român Aurel Onciul cu privire la împărțirea Bucovinei între noul stat ucrainean și un guvern românesc inexistent. Deși Onciul nu dispunea de o delegație pentru a semna acest acord, el nefiind împuternicit în acest sens de Consiliul Național Român al Bucovinei (organismul politic care reprezenta interesele românilor bucovineni), autoproclamatul guvern ucrainean a dispus ocuparea Palatului administrativ din Cernăuți de către milițiile ucrainene. O delegație a Radei naționale ucrainene formată din deputații Ilia Semaka și Nikolai Spenul și din Omelian Popowicz și Ilie Popowicz l-a somat pe guvernatorul austriac Ezdorf să predea puterea administrativă în teritoriile ucrainene din Bucovina, precum și în orașul Cernăuți, către Rada națională ucraineană. Guvernatorul a cedat în fața forței (palatul fiind deja ocupat de milițiile ucrainene) și a semnat un proces-verbal prin care trecea puterea administrativă în Bucovina către Omelian Popowicz și Aurel Onciul. Popowicz a fost președinte al părții ucrainene a Bucovinei.
Pentru mai multe detalii, vedeți Lovitura de stat din Ducatul Bucovinei din 6 noiembrie 1918.
Consiliul Național Român nu a recunoscut actul semnat de Onciul și s-a opus împărțirii teritoriului Bucovinei și, în condițiile în care trupele de haidamaci ucraineni începeau să ocupe clădirile din Cernăuți, a solicitat ajutor militar din partea guvernului român pentru menținerea ordinii și protejarea vieții cerățenilor. La 9 noiembrie 1918, Divizia 8 Română condusă de generalul Iacob Zadik a intrat în Bucovina „pentru a ocroti viața, avutul și libertatea locuitorilor de orice neam și credință împotriva bandelor de criminali care au început opera lor de distrugere” (după cum spunea proclamația adresată bucovinenilor de generalul Zadik), iar la 11 noiembrie a intrat în Cernăuți alungând bandele de haidamaci ucraineni. 
Pentru mai multe detalii, vedeți Intervenția Armatei României în Bucovina în 1918.
La 15/28 noiembrie 1918, Congresul General al Bucovinei format din reprezentanți ai românilor, germanilor și polonezilor, evreii și ucrainenii refuzând să răspundă invitației, a hotărât Unirea Bucovinei cu România.
După intrarea armatei române în Bucovina, Popowicz s-a mutat pe teritoriul Galiției. În timpul sesiunii Radei Naționale Ucrainene a Republicii Populare a Ucrainei Occidentale, care a avut loc la Stanislav (azi în regiunea Ivano-Frankivsk), Omelian Popowicz a fost ales vicepreședinte al Radei și președinte al Comisiei de Învățământ. După desființarea acesteia, el a rămas în Stanislav, unde a lucrat în domeniul învățământului. Din decembrie 1922 a lucrat ca referent școlar al Societății Pedagogice Ucrainene „Рідна Школа” din Liov.
Omelian Popowicz a murit la 9 iulie 1930, în localitatea Zaleszczyki din Polonia (azi orașul Zalișcikî din regiunea Tarnopol, Ucraina), în timpul vizitei la fiica sa care locuia acolo. A fost înmormântat în cimitirul din localitate, la funeraliile sale participând și o delegație ucraineană din Bucovina.